# Хейберг, Петер Андреас
Петер Андреас Хейберг (уст. Гейберг; 1758—1841) — датский писатель

.
Начал свою литературную деятельность в Бергене стихотворениями на различные злобы дня, сразу обратившими внимание на молодого автора. Вернувшись в Копенгаген, Хейберг, находившийся под влиянием французских просветительных идей, продолжал писать в сатирическом духе, бичуя пороки и слабости современного ему датского общества и правительства. Он был один из первых, поднявших знамя национального движения в литературе и в обществе против господствовавшего тогда при дворе и в стране немецкого духа.
Смелому и популярному поэту пришлось вынести ряд преследований: на него налагали крупные денежные штрафы, запрещали его пьесы и наконец изгнали из страны (1799). С тех пор и до самой смерти Хейберг жил в Париже, где ему удалось получить место при министерстве иностранных дел.
Из сатир Хейберга особенное значение имеют: «Rigsdalersedlens Haendelser» («Приключения банкноты в один ригсдалер»), «Politische Dispatsch» и «Sproggranskning».